# Cyornis tickelliae
El papamoscas de Tickell (Cyornis tickelliae) es una especie de ave paseriforme de la familia Muscicapidae propia de la región indomalaya. Es una especie insectívora tropical, su área de distribución se extiende desde la India a la península malaya. El nombre común y científico de la especie conmemora el ornitólogo británico Samuel Tickell que lo recogió en la India y Birmania.

## Descripción

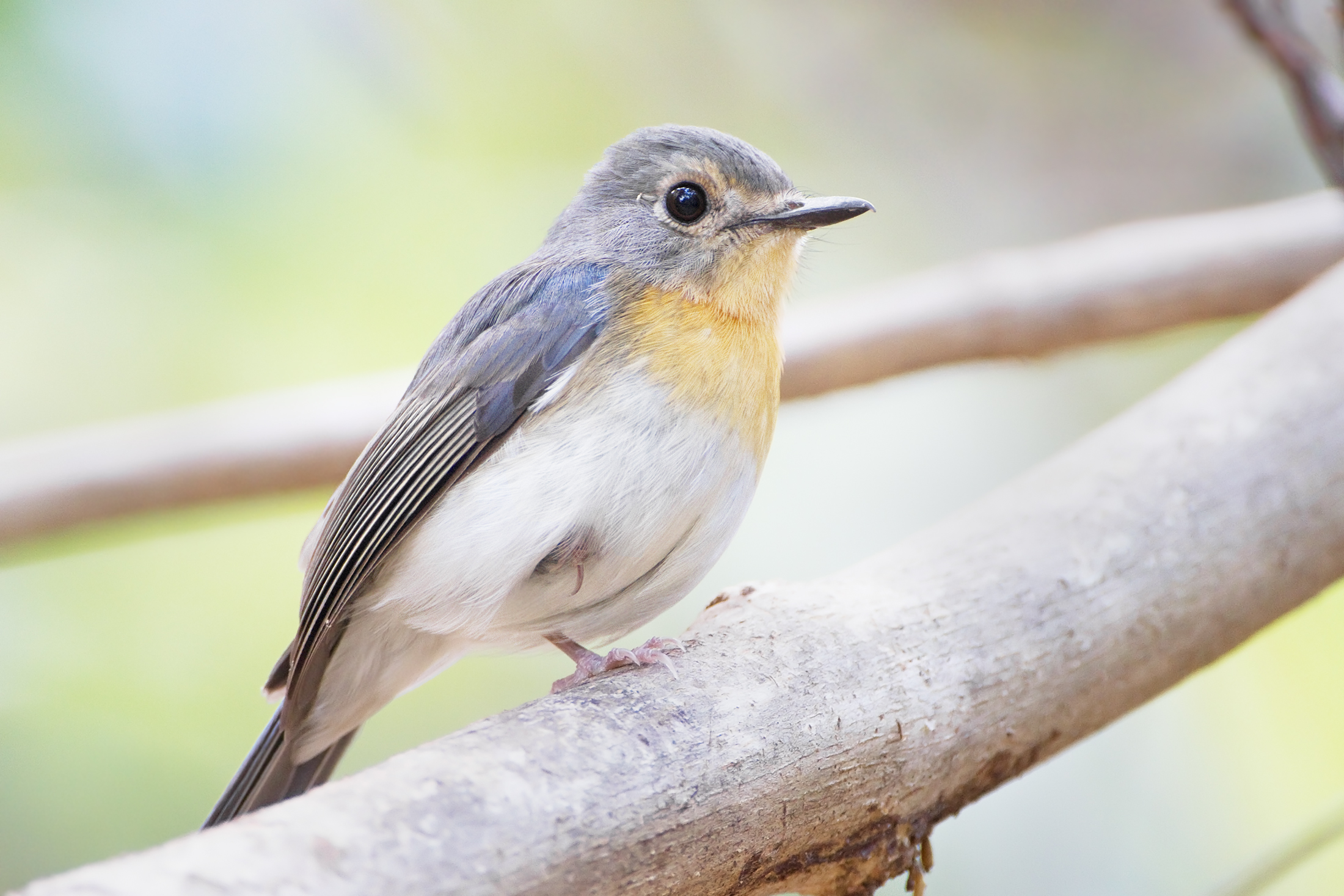
hembra

Mide unos 11–12 cm de longitud. Las partes superiores del macho son de color azul brillante, la garganta y el pecho son de color rojizo, y el resto de las partes inferiores son blancas. La hembra es de un azul más apagado con la frente, hombros, obispillo y cola azul brillante. Se hibrida con el papamoscas de Brooks (Cyornis poliogenys) en los Ghats orientales de la India, estos híbridos a veces han sido llamados como subespecie vernayi. Las aves jóvenes son rayadas y tiene una capa manchada, las partes superiores, la cabeza y el pecho de color marrón escamado y las alas y la cola de color azul.
Al ser una especie con amplia distribución, muestra variaciones regionales en el plumaje y tamaño, y varias de estas poblaciones han sido designadas con nombres de subespecies. La forma nominal se encuentra en la India, Nepal y noroeste de Birmania. La población de Sri Lanka está separada como C. t. jerdoni y la población en Indochina se denomina C. t. indochina. Más al sur, es la forma C. t. sumatrensis (isla de Sumatra y península de Malaca) y C. t. lamprus en las islas Anambas.
En el pasado, esta especie fue considerada como una subespecie del niltava de garganta azul (Cyornis rubeculoides) que es similar, pero tiene la garganta azul.

## Comportamiento y ecología
El canto metálico del ave incluye una serie de chasquidos seguidos de cinco o seis notas que terminan abruptamente. Las llamadas de alarma incluyen churr y notas chasqueadas. Es un ave cautelosa y no siempre fácil de observar. Es una especie forestal, vive en la cubierta gruesa y sombra, y en particular frecuenta las orillas de los arroyos arbolados.
Se alimentan principalmente mediante la captura de insectos en vuelo, pero sus presas incluyen otros insectos como las termitas y tijeretas que pueden ser recogidos del suelo.
La época de reproducción es de abril a agosto (marzo a junio en Sri Lanka). Anida en el agujero de un árbol o entre las rocas rodeadas de hierba fina y fibras, la puesta consiste en 3-5 huevos.